# Каббала
Каббала́ (ивр. קַבָּלָה‎ — «получение, принятие; предание») — религиозно-мистическое, оккультное и эзотерическое течение в талмудическом иудаизме, появившееся в XII веке и получившее распространение в XVI веке. Эзотерическая каббала претендует на тайное знание, божественное откровение, зашифрованное (по мнению каббалистов) в тексте Торы.
Одновременно, для метафорического описания Бога в каббале используются антропоморфные мифические символы, обуславливающие антропоморфизм каббалы.
Каббала связана с осмыслением понятий творца и творения, роли и целей творца, порядка творения, природы человека, смысла существования. Основу каббалы составляют древние сочинения «Йецира», «Бахир» и «Зо́ар».
Законченное учение было сформировано в Средние века. Вслед за первым печатным изданием «Зоара» (Мантуя, 1558 год) образовалась более современная школа — Лурианская каббала, по имени раввина Ицхака Лурии (известного как Аризаль и Ари). Расцвет каббалистического учения пришёлся на XVI век, эпоху Кордоверо, Каро, Лурии и Виталя, когда каббала из Палестины проникла в Польшу.
Еврейские исследователи именовали основанную на Зо́аре каббалу «спекулятивной», то есть умозрительной (ивр. קבלה עיונית‎), а позднюю каббалу, творцом которой был Ари в Сафеде после переселения из Египта (ум. 1572), — «практической» (прикладной или магической) (ивр. קבלה מעשית‎).

## Изучение каббалы

Согласно Талмуду в Торе есть четыре уровня понимания, называемые: «ПаРДеС» (ивр. פַרְדֵּס‎ — «фруктовый сад; рай», греч. παράδεισος, англ. Paradise от перс. پردیس‎). Это понятие является аббревиатурой (акронимом) четырёх ивритских слов:
- «Пшат» פשת — простое, непосредственное понимание текста;
- «Ре́мез» רמז — «намёк»;
- «Драш» דרש — толкование;
- «Сод» סוד — тайна.

С шестнадцатого века традиционно каббалисты[кто?] считают что начинать изучение каббалы может лишь тот, кто постиг каждый предыдущий уровень: письменную Тору, устную — Талмуд. Тем не менее, для тех, кто ещё не достиг этого уровня, возможно постепенное знакомство с основами каббалы, при условии, что оно сопровождается продвижением в других областях еврейского закона. Бааль-Сулам (1856—1954) рекомендовал одновременно изучать письменную Тору, устный закон (Талмуд или Гемару) и каббалу.

## История каббалы
Согласно устоявшимся взглядам, корни учения каббалы лежат глубоко в традиции и философии иудаизма, и на протяжении веков передавались лишь в устной форме. Предположительно, в первые века нашей эры происходит его пересечение с греческой философией. Умозрительная каббала содержит элементы гностицизма II—III веков н. э. и неоплатонизма. У гностиков заимствовано учение о 10 эонах, которые составляют плерому. Известен выдающийся сефардский неоплатоник XI века Шломо Ибн Габироль, который оказал сильное влияние на формирование классической каббалы. Параллельно появляются в Византии мидраши с ярко выраженным каббалистическим уклоном. Одни из них (например, «Алеф Бет рабби Акивы» и «Мидраш га-Коген») исследовали тайны создания и структуры вселенной. Другие сочинения того же периода описывают небеса, которые представляют собой семь небесных дворцов (Хехалот), и священную колесницу (Меркава) из видений Иезекииля. Эти ранние намёки на мистическую космогонию, космологию и теософию в XII веке ожили в Италии и Германии.

Каббалист, художник Эфраим Моше Лилиен, 1905

Немецкая школа Иегуды Хасида ориентировалась на разработку проблем этики, человеческого совершенства и праведной жизни. Рабби Элазар из Вормса (ум. 1238) писал о тайнах совершенной жизни, принципах и нормах хасидим (благочестивых). Бог понимается в школе Иегуды Хасида не только как святой царь, восседающий в Эмпирее, но к его сверхмировой трансцендентности добавляется атрибут имманентности: «Бог вездесущ и зрит праведных и грешных». Бог даже ближе ко вселенной и человеку, чем душа к телу. Это учение об имманентности Бога лучше всего выражено в «Песне единства» — гимне, возникшем в окружении Иегуды Хасида: «Всё в Тебе и Ты во всём; Ты заполняешь всё; когда всё было сотворено, Ты был во всём; до того, как всё было сотворено, Ты был всем». В одном из направлений Хасидей Ашкеназ («Благочестивых из Германии»), существовавшим во второй половине XII — начале XIII вв. в Южной Германии и известным в науке под названием Круга «Особого Херувима», сочетание слов «бара ве ацал» («сотворил и эманировал») получает терминологическое закрепление. Сотворение Особого Херувима описывается как «бара ве ацал». Так был сделан важный шаг к концептуальному объединению еврейского креационизма с неоплатонической теорией эманации.

### Классическая каббала
Предполагаемый «отец каббалы» — мистик Исаак Назир: согласно одной каббалистической традиции, он постиг тайны высшей мудрости путём откровения пророка Илии. Эти тайны были переданы Исааком Назиром своему ученику Якову Назиру, который и передал их рабби Аврааму бен-Давиду из Поскьера, а последний своему сыну Исааку Слепому.
Расцвет каббалы приходится на XIII век, когда в мавританской Испании оформляется Жеронская школа. Эту школу представляют такие значительные учёные как Исаак Слепой, Азриэль из Жероны, Рамбан, которые вводят многие основные понятия каббалы (Эйн Соф, сфироты, гилгул). Со школой Исаака Слепого была связана каббалистическая традиция «Круга созерцания» (Испания XIII век), в которой развивалось учение о 13 мидот («Сефер ийюн», «Источник мудрости») и др.
Книга «Зоар» также стала известна лишь в XIII веке. Авраам Абулафия внёс в каббалу элементы суфизма, создав практику медитации «хохмат га-церуф», которая основывается на том, что Божественный язык (иврит) составляет сущность действительности.
Наиболее древним источником каббалы является книга «Сефер Йецира», вероятно, составленная во II веке н. э. рабби Акивой (по другим данным, в XVI веке н. э.). По мнению же каббалистов, книга была написана в XVII—XVI веках до н. э. праотцом Авраамом. В книге впервые упомянут специфический для каббалы термин сфирот, с помощью которых Бог творит мир, а также запечатлено символическое толкование букв еврейского алфавита.
До публикации «Зоара» «Бахир» был наиболее влиятельным и цитируемым первичным источником каббалы. К нему постоянно обращался в своём комментарии к Торе рабби Моше бен Нахман (Рамбан). Название «Бахир» происходит от первого библейского стиха, цитируемого в тексте: «Теперь не видно яркого света (Бахир) в облаках…» (Иов, 37:21). Эту книгу называют также (в частности Рамбан) «Мидраш рабби Нехуниа бен га-Кана». Возможно, причина этого заключается в том, что имя рабби Нехуниа приводится в самом начале этой книги, однако большинство каббалистов приписывают «Бахир» ему и его школе. Именно по этой причине существует предание, что «Бахир» был написан амораим — последними мудрецами Талмуда. (А. Каплан, предисловие к «Бахир»). Впервые «Бахир» был выпущен в свет около 1176 года прованской школой-каббалистов и имел хождение в виде рукописи в ограниченном кругу адептов. Первое печатное издание появилось в Амстердаме в 1651 году, последующие же вышли в Берлине (1706), Кореце (1784), Шклове (1784) и Вильно (1883). В 1951 году Иерусалиме рабби Реувеном Марголиусом опубликовано издание вместе с его комментарием «Ор ха-Бахир» («Свет Бахира»).
В «Бахире» содержится учение о десяти Сфирот. Рассматривается понятие гилгул (перевоплощение). Оно используется для объяснения проблемы кажущейся несправедливости и того, почему страдают и рождаются калеками даже невинные младенцы. Другие темы «Бахира» касаются интерпретации букв еврейского алфавита. Также играют в книге «Бахир» весьма знаменательную роль числа. Важнейшее откровение «Бахира» — различные имена Всевышнего (§ 112). В «Бахире» также содержится учение о Цимцум, то есть о самосжатии Божественного Света, но оно дано в наброске.
Наиболее знаменитой каббалистической книгой является Книга «Зоар» (ивр. זוהר‎, «Сияние»), написанная согласно ортодоксальным каббалистам во II—III веке н. э. рабби Шимоном бар Йохаем и опубликованная в XIII веке рабби Моше де-Леоном. Еврейский философ, крупнейший исследователь каббалы Гершом Шолем утверждал, что Моше де Леон сам написал «Зоар» и выдал её за сочинение Шимона бар Йохая. Согласно Шолему, обороты речи и грамматика, встречающиеся в книге, характерны для Испании XII века.
По преданию, рабби Шимон бар Йохай со своим сыном Элазаром 13 лет изучал тайны каббалы в пещере. Позже Шимон бар Йохай обучал каббале своих учеников и написал книгу «Зоар». Каббалисты считают «Зоар» основой каббалистической мысли и огромной духовной силой. Многие из них рекомендуют содержать её в каждом доме. Чтение «Зоара» вслух, не обращая внимание на его содержание, просто для «пользы души» (каббалисты считают, что чтения «Зоара» имеет положительное влияние на подсознательном уровне), стало распространённым обычаем, особенно среди сефардов. В XVI веке «Зоар» был впервые напечатан в Италии и имел такой авторитет, что любой учёный, имеющий деньги, желал его приобрести. Читателями книги были и христиане, которые интересовались еврейским мистицизмом и возможностями его христианской интерпретации.

### Учение Ари
На протяжении всех предыдущих веков каббала была эзотерическим занятием небольшой группы посвящённых. Однако очень важный толчок в развитии каббалы произошёл, когда евреи были изгнаны из Испании в 1492 году, что привело к мощному взрыву мессианского стремления к искуплению грехов, а в результате миграции несколько наиболее учёных испанских каббалистов оказались в городе Цфат в Галилее. Вскоре Цфат стал новым центром каббалы и удерживал эти позиции короткое, но замечательное время в XVI веке. Второй расцвет каббалы связан с такими именами как Моше Кордоверо и его ученика Ицхак Лурия (Аризаль или Ари).
У Моше Кордоверо усиливаются пантеистические и этические мотивы.
Ицхак Лурия разработал систему изучения каббалы (Лурианская каббала) и преподавал её группе своих учеников. Один из них р. Хаим Виталь (при помощи своего сына Шмуэля Виталя) изложил учение Ари в трактате Писания Ари. Эта книга стала второй по важности после Книги Зоар. Книга Эц Хаим («Древо Жизни») является одной из наиболее значимых частей «Писаний Ари». Лурианская каббала является основой как сефардской каббалы с XVI века, так и хасидской каббалы, появившейся в XVIII веке.
В основе Лурианской каббалы лежат четыре идеи: цимцум (сокращение Бога), швират келим («разбиение сосудов» первоначального творения), клипот (зло как обратная сторона божественного света) и тиккун (исправление мира посредством реинкарнаций-«гилгулим» и объединений «иббур»). Ари также разработал учения о технике каббалистической медитации «йихудим» («единения»), «кавванот», «цаддиким» и т. п. Его ученик Виталь разработал учение о переходе в миры Асия и Йецира. При нём каббала была ещё эзотерическим учением. Другой ученик Лурии Иосеф Табул стал главным популяризатором каббалы. Он обращал особое внимание на мистическую связь с душами цаддиков и медитациям на мистические имена Бога.
Марокканский каббалист Авраам Азулай (1570—1643) объявил об отмене всех ограничений на изучение каббалы. Кроме него сефардские общины подарили миру целую плеяду выдающихся каббалистов, таких как Шалом Шавази, Шалом Шараби, Хаим Бен Атар. Изучение каббалы получило широкое распространение на востоке, особенно в Северной Африке. Так, к примеру, большинство марокканских евреев имели в своих домах тексты книги Зоар и изучали их.
Исраэль Саруг преподавал свою версию лурианской каббалы в Италии в 1592—1599 годах. Каббала Саруга имеет дело с мирами выше Адама Кадмона. Версия Саруга мифологичной каббалы Лурии была с примесью спекулятивной каббалы Кордоверо. Саруг предложил неоплатоническое прочтение каббалы Лурии в своём учении о древе эманации (илан ацилут). Он считал, что если каббалист понимает ацилут (эманацию), то он понимает всю природу, поэтому может сделать голем. Если он знает тайны реальности, то может управлять природой. Уже в первом поколении учеников Лурии были те, кто избегал буквального понимания идей Лурии относительно цимцум, они присоединились к школе Саруга. Это относится в большей мере к каббалистам Восточной ветви, которые тяготели к философизации каббалы. Некоторые европейские каббалисты, в целом принимая лурианское учение, продолжали древние традиции, не вошедшие в каббалу Лурии (например, учение о шмитот). Многие, включая Саруга и его последователей, намного больше уделяли внимание гиматрии, чем Виталь и Кордоверо, находясь, возможно, под влиянием христианской каббалы. Авраам Коген Эррера предпринял попытку философско-каббалистического синтеза в своём трактате «Puerta del cielo» («Врата небес»). В этом трактате лурианская каббала подвергается истолкованию в терминах неоплатонизма (Прокл), схоластики и герметизма. В итоге получилась логически стройная каббалистическая спекуляция, объединённая в единое целое методологией неоплатонизма и схоластики. Усложнение каббалы произошло в середине XVII века, когда получили широкое распространение лурианские рукописи, то есть школа Сафеда встретилась с более эклектической европейской школой. Продуктом такого слияния в 1648 году стал трактат «Эмек га-Мелех» («Долина Царя»). Идейно эта работа ближе к Саругу, чем к Виталю, хотя сохраняет буквальное представление о цимцум, от которого Саруг стремился уйти. Фрагменты «Эмек га-Мелех» появились в латинском переводе Кнорра фон Розенрота Kabbala denudata (1684).

### Саббатинианская каббала
Из Цфата каббала стремительно распространилась по азиатским, африканским и европейским центрам еврейской диаспоры. Вскоре она стала по-настоящему массовым учением и как таковая подготовила почву для мессианского движения, во главе которого встал Шабтай Цви (1626—1676). Саббатианство опиралось на учение Ари, однако имело ряд специфических отличий. Во-первых, сторонники этого направления утверждали, что Мессия уже пришёл, посему настало время свободы и ритуального нарушения заповедей. Нисхождение в глубины зла — это составная часть Божественного нисхождения (эманаций).
Моше Хаим Луцатто (1707—1747), известный под именем Рамхаль, внёс значительный вклад в систематизацию каббалы. Известны его три основные работы: Дерех Гашем («Путь Творца»), Месилат Йешарим («Путь праведных») и Калах Пит’хей Хохма («138 Врат Мудрости»). Последняя работа специально посвящена каббале. При жизни Рамхаль подвергался гонениям со стороны противников распространения каббалы, однако после смерти стал считаться одним из великих каббалистов и классиков еврейской мысли.

### Хасидская каббала
Широкое распространение каббалы в европейских общинах связывается, как правило, с движением хасидизма. Поставив во главу угла духовные мотивы любви к ближнему, радости и милосердия, хасидизм, основанный Исраэлем Бааль Шем Товом, открыл основы каббалы желающим изучать их. Согласно учению хасидизма, Бог присутствует всюду, каждое явление и событие является непосредственным проявлением Его сущности. Задачей человека является преодоление ограниченности собственного бытия и слияние с божественным светом. Хасиды считают радость величайшей добродетелью, рассматривают пение и танцы как путь служения всевышнему. В хасидизме существуют различные направления, во главе которых стоят цадики — адморы.
Хасидизм, целиком восприняв каббалистическую картину мира, повернул её к человеку: существует предание о том, как некто спросил Великого Магида: «В чём главное открытие Вашего учителя Баал-Шем-Това»? Тот ответил: «В том, что сфирот заключены в человеке». В хасидском мировосприятии непрерывная последовательность актов творения разворачивается снизу вверх; основные события космической драмы разворачиваются в ходе еврейской истории и в жизни каждого из людей. Ни один из высших духовных миров не в состоянии отразить во всей полноте многоплановость происходящего в чувственном «мире действия» (Асия), где перемешались добро и зло, истина и ложь. Только в этом мире достижимо Избавление, охватывающее все мироздание. Но Избавление неотделимо от Исправления (тиккун), оно рождается из диалога творения и творца, и, вознеся бренную материю до уровня духа, достигает кульминации в воссоединении Пресвятого Благословенного и его Шехины.

## Современная каббала
Каббала признавалась всеми направлениями ортодоксального иудаизма как дополнение к традиционному религиозному образованию. В XX веке каббалу начали использовать для истолкования актуальных проблем современности. Так, один из основателей религиозного сионизма раввин Авраам Ицхак Кук пытался синтезировать сионизм и каббалу, суть которой в личностном диалоге Бога с еврейским народом. Этот этап развития каббалы связывают с возрождением еврейской национальной жизни в Израиле. Кук рассматривает еврейский народ как единый организм и применяет понятийный аппарат каббалы для социальных процессов, даёт «социологическую проекцию каббалы». Кук считает, что, реализуя творческий потенциал этого своего «Я», человек и народ обретают смысл своей жизни.
Огромное влияние на популяризацию каббалы в XX веке оказал каббалист Бааль Сулам. Он написал ряд важных каббалистических книг и являлся сторонником массового распространения каббалы и основателем нового каббалистического направления, последователями которого являются большинство изучающих каббалу в наше время. Ему принадлежит основной современный учебник по каббале «Талмуд эсэр сфирот», комментарий на Книгу Эц Хаим, которая, в свою очередь, комментирует «Зоар».
Ортодоксальные иудеи полагают, что массовое увлечение каббалой будет неизбежно носить поверхностный характер, пока оно не соединится с практикой иудаизма (галаха, мицвот), поскольку каббала — неотъемлемая часть иудейской духовной традиции. Вместе с тем сторонники популяризации каббалы считают, что она оказывает положительное влияние на духовное развитие каждого индивидуума в частности и на человечество в целом.

## Основные понятия в каббале

### Основа каббалы по определению Бааль Сулама
- определение Бааль Сулама:

Мудрость эта представляет собой не более и не менее, как порядок нисхождения корней, обусловленный связью причины и следствия, подчиняющийся постоянным и абсолютным законам, которые связаны между собой и направлены на одну возвышенную, но очень скрытую цель, называемую «раскрытие Божественности Творца Его творениям в этом мире».

### Предназначение каббалы
Каббала раскрывает тайный смысл Торы, которая рассматривается в качестве глубокого мистического кода. С точки зрения изучающих каббалу, причиной всех проблем человечества в целом и каждого индивидуума в частности является несоответствие законам мироздания. Целью изучения каббалы является духовное совершенствование личности, которое позволит человеку понять своё предназначение в материальном и духовном мирах.
Согласно каббале, душа воплощается в материальном мире до тех пор пока не «выучит свой урок» и не выполнит той функции, для которой она была создана. (Считается, что каждая душа имеет какую-то свою, только ей присущую особенность, которую она и должна осознать). Когда — посредством обучения каббале — эта цель достигается, душа перестаёт воплощаться. Состояние, в котором достигается цель каждой души, называется «Гмар тиккун» (ивр. גמר תיקון‎) — конечное (окончание) исправление (я). Достижение этого состояния и есть цель каббалы.

### Изучение каббалы
Целью изучения каббалы является постижение индивидуумом единства действительности в своём ощущении и сознании. Передача постигнутого осуществляется по каббалистической методике, адаптированной к свойствам каждого последующего
поколения: при помощи книг, в группе изучающих, под руководством Учителя.

## Каббала в философии и науке
Идеи каббалы исследовали и развивали в своих работах следующие мыслители: христианский мистик Якоб Бёме, немецкие врачи Бальтазар Вальтер, Парацельс, Пауль Риций, алхимик, писатель и врач Корнелий Агриппа, Роберт Фладд, химик и врач Ван Гельмонт, врач-психиатр и философ Карл Густав Юнг, христианские философы Иоганн Альбрехт Видманштеттер, Николай Бердяев, Владимир Соловьёв, Сергей Булгаков, Анна Шмидт, Кнофф вон Розенрот, Пико делла Мирандола, Генри Мор, Дмитрий Щедровицкий, философы Бенедикт Спиноза, Соломон Маймон, Рене Генон, Гийом Постель, Иоганн Рейхлин, французский мистик Луи Сен-Мартен, писатель мистик Новалис, историк и литературный критик Харольд Блум.
Утверждение, что каббала явилась источником идентичных построений греческой философии (см. Аристотель, неоплатонизм, неопифагореизм) последнее время отвергается историками, полагающими, что знания греческой философии были заимствованы каббалистической традицией или являются продуктом опыта собственного постижения греческих философов.

## Каббала в культуре
О «еврейских каббалистах», с которыми связаны таинственные «каминные часы с боем», «астрологические знаки» и «магические пентаграммы» пишет Алексей Маслов во втором рассказе сборника «Музей восковых фигур» (1914).
Каббалистические идеи нашли отражение в творчестве писателей Хорхе Луис Борхеса («Каббала»), Умберто Эко («Маятник Фуко»), Милорад Павич («Хазарский словарь»).
Певица Мадонна, некоторые песни которой наполнены каббалистическими мотивами. В частности, в своём альбоме «Confessions On a Dancefloor», выпущенном в 2005 году, Мадонна исполняет песню «Исаак», в которой используется шофар, а также израильский певец, преподаватель центра изучения каббалы Ицхак Синвани, сопровождающий Мадонну, исполняет на иврите мотив «Эль Хай» (букв. «Бог живой»), автором которого является каббалист Шалом Шавази.

## Критика каббалы

### В русском православии
Ряд православных священников и публицистов высказали критические мнение о каббале. Они считают, что каббала является эзотерическим учением, использующим астрологию, магию и отрицающим единого творца.
Протодиакон Андрей Кураев связывает появление каббалы с отказом евреев принять христианство.

Религия Завета навязывается Израилю, а не творится им. И когда Израиль не принял Новый Завет, когда ушли пророки и ушла Благодать Божия — он наконец вполне предался желаниям своего сердца и создал себе религию. Он создал каббалу. Всё то, что было запрещено Ветхим Заветом, есть в каббале — магия и оккультизм, астрология и отрицание Единого Личного Бога-Творца.
— Можно ли спастись вне Церкви?

### В иудаизме
В начале XX века один из лидеров йеменских раввинов Ихие Капах выступил против каббалы в целом, объявив Зоар и писания Ари лжеучениями. Он написал книгу «Войны Всевышнего» (Мильхамот ха-Шем), посвящённую этим мировоззрениям. Многие раввины подвергли его херему из-за подобных воззрений. Главный раввин Израиля в те годы Авраам Кук критиковал Капаха, но не подвергал его херему. Небольшая группа его последователей существует в Израиле и в наше время.

### Современные каббалистические группы и направления
- «Галь Эйнай» — Центр изучения каббалы и хасидизма раввина Ицхака Гинзбурга Рус.
- «Каббала Онлайн» — уроки каббалы и хасидизма портала Сhabad.org Рус.
- «Каббала Центр» — основан в Иерусалиме в 1922 году равом Йегудой Ашлагом.
- «Бней Барух» — основана в 1991 году Михаэлем Лайтманом. Альтернативный подход.
- «Бней Ноах» — уроки Леви Шептовицкого.
- Ортодоксальная Йешива «Толдот Йешурон»
- Йешива Моше Шломо Слуцкера
- Каббалистический бейт мидраш раввина Авраама Готлиба